# Gilbert és George
Gilbert Prousch (vagy Proesch) (San Martin (San Martino), Olaszország, 1943. szeptember 11.) és George Passmore (Devon, Anglia, 1942, január 8.), ismertebb nevükön Gilbert és George a művészek. Majdnem mindig párban dolgoztak.
A testnek, mint médiumnak egyik első megjelenése náluk figyelhető meg. Az első lépéseket a body art felé ők teszik meg. Együttműködésük kezdete és első akciójuk 1967-ben volt. A St. Martin's School of Art-ban voltak iskolatársak, és ott barátkoztak össze.
1971. március 11-étől Gilbert&George nyolc könyvecskét küldött szét (Művészet mindenkinek, London). Mindegyiknek a borítóján egy hevenyészett toll- és tintarajz (fényképről másolva) és egy rövid szöveg volt páros rímekbe szedve. Minden sor azzal végződik, hogy akkor most „Viszlát". Ezt nem írtuk a sorok után, kérjük az olvasót, lássa „oda" azt.

## Művészetükből
- Négy szar: Két emberi ürülékdarab, „elegánsan" (szoborhoz hasonlóan) lefotózva. E mellett ők láthatók még, lehúzott alsógatyában.
- Fekália kereszt alakban: Kötelességöltönyben szimmetrikusan jelennek meg. A kép egyszerre szakrális és blaszfémikus.
- Kiállítottak a 2005-ös velencei biennálén is.

## További irodalom
- Gilbert & George: The Complete Pictures, Rudi Fuchs, Tate Publishing, 2007. ISBN 9781854376817
- Daniel Farson (2000). Gilbert and George: A Portrait. HarperCollins. London, 2000.

## Külső hivatkozások
- 2007 interview from Independent on Sunday ABC Arts magazine Archiválva 2007. február 24-i dátummal a Wayback Machine-ben
- Gilbert and George interview in TATE ETC. issue 09, Spring 2007